# Seznam ulic v Černých Polích
Seznam ulic v Černých Polích uvádí přehled ulic a veřejných prostranství na území evidenční části obce Černá Pole v Brně, která je územně totožná s katastrálním územím Černá Pole a tvoří části městských částí Brno-sever, Brno-střed a Brno-Královo Pole.

## Seznam
| Název                | Pojmenováno po                     | Souřadnice                       | Obrázek | Commons                    | RÚIAN  | Mapy.cz         |
| -------------------- | ---------------------------------- | -------------------------------- | ------- | -------------------------- | ------ | --------------- |
| Alešova              | Mikoláš Aleš                       | 49°13′3″ s. š., 16°37′29″ v. d.  |         | Alešova (Brno)             | 20877  | stre&id=78933   |
| Antala Staška        | Antal Stašek                       | 49°12′43″ s. š., 16°37′9″ v. d.  |         | Antala Staška (Brno)       | 20915  | stre&id=78937   |
| Antonína Slavíka     | Antonín Slavík                     | 49°12′17″ s. š., 16°36′53″ v. d. |         | Antonína Slavíka (Brno)    | 20940  | stre&id=78940   |
| Babičkova            | Hynek Babička                      | 49°12′44″ s. š., 16°37′12″ v. d. |         | Babičkova (Brno)           | 21024  | stre&id=78948   |
| Bartošova            | František Bartoš                   | 49°12′9″ s. š., 16°36′41″ v. d.  |         | Bartošova (Brno)           | 21091  | stre&id=78955   |
| Bendlova             | Karel Bendl                        | 49°13′1″ s. š., 16°37′21″ v. d.  |         | Bendlova (Brno)            | 21211  | stre&id=78967   |
| Bieblova             | Konstantin Biebl                   | 49°13′0″ s. š., 16°37′6″ v. d.   |         | Bieblova (Brno)            | 21334  | stre&id=78979   |
| Břenkova             | Otýn Břeněk                        | 49°12′45″ s. š., 16°37′17″ v. d. |         |                            | 21849  | stre&id=79029   |
| Demlova              | Jan Rudolf Demel                   | 49°12′36″ s. š., 16°37′14″ v. d. |         | Demlova (Brno)             | 22616  | stre&id=79106   |
| Drobného             | František Drobný                   | 49°12′39″ s. š., 16°36′47″ v. d. |         | Drobného (Brno)            | 22900  | stre&id=79135   |
| Durďákova            | František Durďák                   | 49°12′24″ s. š., 16°37′7″ v. d.  |         | Durďákova                  | 23019  | stre&id=79146   |
| Erbenova             | Karel Jaromír Erben                | 49°12′35″ s. š., 16°36′40″ v. d. |         | Erbenova (Brno)            | 23167  | stre&id=79161   |
| Fišova               | Peregrin Fiša                      | 49°12′31″ s. š., 16°36′44″ v. d. |         | Fišova (Brno)              | 23302  | stre&id=79174   |
| Fügnerova            | Jindřich Fügner                    | 49°13′8″ s. š., 16°37′26″ v. d.  |         | Fügnerova (Brno)           | 23442  | stre&id=79188   |
| Hansmannova          | Leopold Josef Hansmann             | 49°12′58″ s. š., 16°37′31″ v. d. |         | Hansmannova (Brno)         | 23701  | stre&id=79214   |
| Helfertova           | Vladimír Helfert                   | 49°12′21″ s. š., 16°37′7″ v. d.  |         | Helfertova (Brno)          | 23914  | stre&id=79235   |
| Hilleho              | Štěpán Hille                       | 49°12′11″ s. š., 16°36′41″ v. d. |         | Hilleho                    | 23973  | stre&id=79241   |
| Hoblíkova            | Vladimír Hoblík                    | 49°12′18″ s. š., 16°37′15″ v. d. |         | Hoblíkova (Brno)           | 24091  | stre&id=79253   |
| Janouškova           | Josef Janoušek                     | 49°13′10″ s. š., 16°37′23″ v. d. |         | Janouškova (Brno)          | 24686  | stre&id=79312   |
| Jeřábkova            | Viktor Kamil Jeřábek               | 49°12′14″ s. š., 16°36′41″ v. d. |         | Jeřábkova (Brno)           | 24881  | stre&id=79332   |
| Jugoslávská          | Jugoslávie                         | 49°12′33″ s. š., 16°37′21″ v. d. |         | Jugoslávská (Brno)         | 25127  | stre&id=79356   |
| Kladivova            | Bohumil Kladivo                    | 49°12′16″ s. š., 16°37′12″ v. d. |         | Kladivova (Brno)           | 25526  | stre&id=79396   |
| Klecandova           | Jiří Klecanda                      | 49°12′55″ s. š., 16°37′24″ v. d. |         | Klecandova (Brno)          | 25577  | stre&id=79401   |
| Koliště              | glacis                             | 49°11′58″ s. š., 16°36′40″ v. d. |         | Koliště (Brno)             | 25828  | stre&id=79426   |
| Kotěrova             | Jan Kotěra                         | 49°12′58″ s. š., 16°37′45″ v. d. |         | Kotěrova (Brno)            | 26115  | stre&id=79455   |
| Krkoškova            | Pankrác Krkoška                    | 49°13′2″ s. š., 16°37′29″ v. d.  |         | Krkoškova (Brno)           | 27057  | stre&id=79550   |
| Kudelova             | Josef Kudela                       | 49°12′6″ s. š., 16°36′44″ v. d.  |         | Kudelova (Brno)            | 26654  | stre&id=79510   |
| Kunzova              | Kuneš Kunz                         | 49°12′15″ s. š., 16°36′58″ v. d. |         | Kunzova (Brno)             | 26735  | stre&id=79518   |
| Křižíkova            | František Křižík                   | 49°13′25″ s. š., 16°36′41″ v. d. |         | Křižíkova (Brno)           | 26522  | stre&id=79497   |
| Lesnická             | Mendelova univerzita v Brně        | 49°12′34″ s. š., 16°37′9″ v. d.  |         | Lesnická (Brno)            | 26972  | stre&id=79542   |
| Lidická              | Lidice                             | 49°12′17″ s. š., 16°36′22″ v. d. |         | Lidická (Brno)             | 27031  | stre&id=79548   |
| Lužova               | Vojtěch Luža                       | 49°12′29″ s. š., 16°37′4″ v. d.  |         | Lužova (Brno)              | 27278  | stre&id=79572   |
| Lužánecká            | Lužánky                            | 49°12′17″ s. š., 16°36′36″ v. d. |         | Lužánecká                  | 27235  | stre&id=79568   |
| Martinkova           | Jan Martinek                       | 49°12′32″ s. š., 16°36′47″ v. d. |         |                            | 27545  | stre&id=79599   |
| Mathonova            | Placidus Johanes Mathon            | 49°12′57″ s. š., 16°37′18″ v. d. |         | Mathonova (Brno)           | 27642  | stre&id=79609   |
| Maškova              | Karel Jaroslav Maška               | 49°12′48″ s. š., 16°37′35″ v. d. |         | Maškova (Brno)             | 27618  | stre&id=79606   |
| Merhautova           | Josef Merhaut                      | 49°12′35″ s. š., 16°37′26″ v. d. |         | Merhautova (Brno)          | 27791  | stre&id=79624   |
| Milady Horákové      | Milada Horáková                    | 49°12′4″ s. š., 16°36′52″ v. d.  |         | Milady Horákové (Brno)     | 33537  | stre&id=80193   |
| Muchova              | Alfons Mucha                       | 49°12′28″ s. š., 16°37′6″ v. d.  |         | Muchova (Brno)             | 28207  | stre&id=79664   |
| Novotného            | Josef Novotný                      | 49°13′10″ s. š., 16°37′27″ v. d. |         |                            | 28908  | stre&id=79733   |
| Pflegrova            | Gustav Pfleger Moravský            | 49°13′8″ s. š., 16°37′30″ v. d.  |         | Pflegrova (Brno)           | 30945  | stre&id=79936   |
| Pionýrská            | průkopník                          | 49°12′30″ s. š., 16°36′24″ v. d. |         | Pionýrská (Brno)           | 29564  | stre&id=79799   |
| Porgesova            | Filip Porges                       | 49°13′13″ s. š., 16°36′44″ v. d. |         | Porgesova                  | 725005 | stre&id=145323  |
| Pospíšilova          |                                    | 49°13′9″ s. š., 16°37′34″ v. d.  |         | Pospíšilova (Brno)         | 30091  | stre&id=79851   |
| Provazníkova         | Jaroslav Provazník                 | 49°12′50″ s. š., 16°37′18″ v. d. |         | Provazníkova (Brno)        | 30325  | stre&id=79874   |
| Ryšánkova            | Maxmilián Ryšánek                  | 49°12′17″ s. š., 16°37′19″ v. d. |         | Ryšánkova (Brno)           | 31194  | stre&id=79960   |
| Schodová             | schodiště                          | 49°12′28″ s. š., 16°36′48″ v. d. |         | Schodová (Brno)            | 31372  | stre&id=79978   |
| Schreberovy zahrádky | Moritz Schreber                    | 49°12′29″ s. š., 16°37′17″ v. d. |         | Schreberovy zahrádky       | 33235  | base&id=2006253 |
| Slepá                | slepá ulice                        | 49°12′16″ s. š., 16°37′13″ v. d. |         | Slepá (Brno)               | 31721  | stre&id=80013   |
| Sládkova             | Josef Václav Sládek                | 49°13′12″ s. š., 16°37′35″ v. d. |         | Sládkova (Brno)            | 31704  | stre&id=80011   |
| Sýpka                | sýpka                              | 49°12′22″ s. š., 16°37′28″ v. d. |         | Sýpka (Brno)               | 32565  | stre&id=80097   |
| Tišnovská            | bývalá železniční trať Brno–Tišnov | 49°12′37″ s. š., 16°37′32″ v. d. |         | Tišnovská (Brno)           | 33260  | stre&id=80166   |
| Tomanova             | Karel Toman                        | 49°12′26″ s. š., 16°37′8″ v. d.  |         | Tomanova (Brno)            | 33308  | stre&id=80170   |
| Traubova             | Hugo Traub                         | 49°12′9″ s. š., 16°36′53″ v. d.  |         | Traubova (Brno)            | 33383  | stre&id=80178   |
| Trávníky             | trávník                            | 49°12′34″ s. š., 16°37′8″ v. d.  |         | Trávníky (Brno)            | 33405  | stre&id=80180   |
| Těsnohlídkova        | Rudolf Těsnohlídek                 | 49°12′29″ s. š., 16°37′26″ v. d. |         | Těsnohlídkova (Brno)       | 33201  | stre&id=80160   |
| Venhudova            | Jan Venhuda                        | 49°12′44″ s. š., 16°37′33″ v. d. |         | Venhudova (Brno)           | 34444  | stre&id=80284   |
| Volejníkova          | Jan Volejník                       | 49°12′32″ s. š., 16°37′16″ v. d. |         | Volejníkova (Brno)         | 34754  | stre&id=80315   |
| Vranovská            | Vranov                             | 49°12′30″ s. š., 16°37′40″ v. d. |         | Vranovská (Brno)           | 34835  | stre&id=80323   |
| Vrchlického sad      | Jaroslav Vrchlický                 | 49°12′16″ s. š., 16°36′45″ v. d. |         | Vrchlického sad            | 34908  | stre&id=80330   |
| Zdráhalova           | Karel Zdráhal                      | 49°12′35″ s. š., 16°37′20″ v. d. |         | Zdráhalova (Brno)          | 35556  | stre&id=80395   |
| Zemědělská           | Mendelova univerzita v Brně        | 49°12′39″ s. š., 16°37′11″ v. d. |         | Zemědělská (Brno)          | 35629  | stre&id=80402   |
| Zátiší               |                                    | 49°13′4″ s. š., 16°37′36″ v. d.  |         |                            | 35483  | stre&id=80388   |
| náměstí 28. října    | vznik Československa               | 49°12′8″ s. š., 16°36′47″ v. d.  |         | Náměstí 28. října (Brno)   | 29041  | stre&id=79747   |
| náměstí SNP          | Slovenské národní povstání         | 49°13′4″ s. š., 16°37′19″ v. d.  |         | Náměstí SNP (Brno)         | 28606  | stre&id=79703   |
| třída Generála Píky  | Heliodor Píka                      | 49°13′6″ s. š., 16°37′2″ v. d.   |         | Třída Generála Píky (Brno) | 37028  | stre&id=80541   |
| třída Kpt. Jaroše    | Otakar Jaroš                       | 49°12′2″ s. š., 16°36′40″ v. d.  |         | Třída Kapitána Jaroše      | 34819  | stre&id=80321   |
| Černopolní           | Černá Pole                         | 49°12′24″ s. š., 16°37′ v. d.    |         | Černopolní                 | 22489  | stre&id=79093   |
| Ševcova              | Josef Jiří Švec                    | 49°12′56″ s. š., 16°37′28″ v. d. |         | Ševcova (Brno)             | 32671  | stre&id=80108   |
| Žampachova           | Zdeněk Burjan Žampach              | 49°12′24″ s. š., 16°37′12″ v. d. |         | Žampachova (Brno)          | 35785  | stre&id=80418   |